# Comunidades marinas
Las comunidades marinas son aquellas comunidades de vegetales y animales, que viven en cuerpos de agua salada (mares, océanos, marismas ). Para vivir en este entorno las especies han desarrollado características tales que le permiten habitar en estos ecosistemas.
Entre los habitantes animales de este tipo de hábitat se encuentra zooplancton, algas, crustáceos, moluscos, larvas,  peces de agua salada, mamíferos, aves. En cuanto a plantas se observa la presencia de comunidades de especies acuáticas y otras de especies semiacuáticas.